# (9272) Liseleje
(9272) Liseleje – planetoida z pasa głównego asteroid okrążająca Słońce w ciągu 4 lat i 142 dni w średniej odległości 2,68 j.a. Została odkryta 19 maja 1979 roku w Europejskim Obserwatorium Południowym przez Richarda Westa. Nazwa planetoidy pochodzi od Liseleje, niewielkiej miejscowości położonej w gminie Halsnæs na północnym wybrzeżu wyspy Zelandia. Przed nadaniem nazwy planetoida nosiła oznaczenie tymczasowe (9272) 1979 KQ.